# زمین‌لرزه ۲۰۰۴ مراکش
زمین‌لرزه مراکش  در تاریخ ۲۴ فوریه ۲۰۰۴ میلادی، برابر با ‎۵ اسفند ۱۳۸۲، ساعت ۲:۲۷:۴۶ به زمان یوتی‌سی در مراکش رخ داد. ژرفای این زلزله ۸ کیلومتر بود، و بزرگی آن ۶٫۳ در مقیاس Mw اعلام شده‌است. زمین‌لرزه به وقت محلی در روز سه‌شنبه، ساعت ۲ روی داده و منطقه زمانی آن یوتی‌سی +۰ بوده‌است .
سازمان زمین‌شناسی آمریکا نیز رومرکز این زمین‌لرزه را در مختصات ۳۵°۰۸′۳۱″شمالی ۳°۵۹′۴۹″غربی / ۳۵٫۱۴۲°شمالی ۳٫۹۹۷°غربی و ژرفای آن را در ۰ کیلومتر گزارش کرده‌است. بزرگی برگزیدهٔ این سازمان از میان بزرگی‌های محاسبه‌شدهٔ مختلف ۶٫۴ در مقیاس Mw بوده و از دید اثر، در میان چهار دسته‌بندی «نامحسوس»، «محسوس»، «زیان‌آور» یا «با تلفات»، زلزله را «با تلفات» اعلام کرده‌است.بیش از ۲۵۳۹ ساختمان در زمین‌لرزه خراب شده‌است.رانش زمین در آن به وجود آمده‌است.
پروژهٔ «تنسور گشتاور مرکزوار» زاویه‌های (راستا، شیب، ریک) گسل سازندهٔ زمین‌لرزه و صفحه عمود بر آن را (°۱۱۳، °۶۱، °۱۷۰-) یا (°۱۸، °۸۱، °۲۹-) و نوع گسل را «امتدادلغز» فرارسانده‌است.
شمار کشتگان زلزله حدود ۶۳۱ نفر بوده‌است.تعداد زخمیان ۹۲۶ نفر برآورده شده‌است.بی‌خانمان شدگان نیز ۱۵۰۰۰ نفر اعلام شده‌است.